# Acevedo (P-15)
El Acevedo (P-15) fue un patrullero de la clase Barceló perteneciente a la Armada Española.

## Historia del nombre
El Acevedo debe su nombre a la ilustre memoria del Primer Contramaestre graduado de Alférez de Fragata José Fernández Acevedo, quien ante la sublevación militar de la Infantería Militar Indígena en Manila el 20 de enero de 1872 se distinguió por su patriótico y generoso esfuerzo en la defensa de los intereses españoles, cayendo muerto en el asalto a las murallas del castillo de la Plaza de Cavite tomadas por las fuerzas sublevadas. Este episodio sirvió para que el nombre del Primer Contramaestre Fernández Acevedo quedase inscrito en el Panteón de Marinos Ilustres.
El Patrullero Acevedo fue el segundo buque de la Armada en llevar este nombre, pues le precedió el torpedero Acevedo, clasificado como de primera clase, que fue construido por la firma inglesa Thornycroft y que sirvió en la Armada entre 1885 y 1913.

## Historia
Sobre la base de un convenio de cofinanciación entre los entonces Ministerios de Marina y Comercio y basándose en la experiencia de los astilleros alemanes Lürssen Werft de Bremen, nace a primeros de los 70 el proyecto de los patrulleros de la clase Barceló. El patrullero Acevedo, quinto de esta clase, fue construido por la entonces empresa nacional Bazán en el taller de lanchas rápidas de su factoría de San Fernando, fue botado a las aguas de este Arsenal el 10 de septiembre de 1977 y fue  entregado a la Armada Española el 14 de julio del mismo año. A partir de este momento comenzó la vida operativa del Acevedo, que siempre estuvo ligada a la ciudad de Cádiz y a su entorno geográfico. Tras 32 años de servicio en la Armada, en los que desempeñó muy variadas misiones, el 15 de enero de 2009 causó baja en la Armada debido a la necesidad de restructuración de unidades promovida por el Plan de Austeridad de la Armada, que tiene como objetivo economizar los recursos frente a la crisis económica.   
Sus 33 años de servicio le permitieron gozar de los avatares de la geopolítica a lo largo de la historia, adaptándose a la continua evolución del entorno nacional e internacional. La variación constante de las amenazas y el desarrollo vertiginoso de la tecnología hicieron que las necesidades y desafíos operativos de la Armada variasen sucesivamente desde 1977 y con ello la actividad del Acevedo. Este buque participó en los hechos del Islote de Perejil, así como en los Mandos Operativos Conjuntos de Ceuta y Melilla, en el dispositivo multinacional de la operación active endeavour-STROG activada tras el 11 de septiembre de 2002, que tenía como fin la escolta de los mercantes que cruzaban el estrecho de Gibraltar, y en sus últimos años contribuyó al control del tráfico marítimo, así como a la lucha contra la inmigración ilegal y la defensa de los intereses pesqueros en la zona. 
El 15 de enero de 2009, en una ceremonia presidida por el almirante jefe del arsenal de Cádiz, y en presencia de una representación de sus dotaciones, se produjo el último arriado de la bandera del Acevedo y la entrega del gallardete de mando a su último comandante.